# Festivalbar 2004
Il quarantunesimo Festivalbar si svolse durante l'estate del 2004 in 10 puntate, registrate presso l'Arena Civica di Milano, piazza del Duomo a Catania, l'Arena Alpe Adria di Lignano Sabbiadoro e con la finale nel consueto scenario dell'Arena di Verona.
Conduttori furono Marco Maccarini e Irene Grandi.
Vincitore dell'edizione fu Zucchero con la canzone Il grande Baboomba.

## Le tappe
| Tappa | Città              | Luogo            | Registrazione     | Messa in onda     |
| ----- | ------------------ | ---------------- | ----------------- | ----------------- |
| 1     | Milano             | Arena Civica     | 29 maggio 2004    | 1 giugno 2004     |
| 1     | Milano             | Arena Civica     | 29 maggio 2004    | 8 giugno 2004     |
| 2     | Catania            | Piazza del Duomo | 18 giugno 2004    | 23 giugno 2004    |
| 2     | Catania            | Piazza del Duomo | 19 giugno 2004    | 29 giugno 2004    |
| 2     | Catania            | Piazza del Duomo | 19 giugno 2004    | 6 luglio 2004     |
| 3     | Lignano Sabbiadoro | Arena Alpe Adria | 9 luglio 2004     | 13 luglio 2004    |
| 3     | Lignano Sabbiadoro | Arena Alpe Adria | 10 luglio 2004    | 20 luglio 2004    |
| 3     | Lignano Sabbiadoro | Arena Alpe Adria | 10 luglio 2004    | 27 luglio 2004    |
| 4     | Verona             | Arena di Verona  | 18 settembre 2004 | 21 settembre 2004 |
| 4     | Verona             | Arena di Verona  | 18 settembre 2004 | 22 settembre 2004 |

## Cantanti partecipanti
- Zucchero - Il grande Baboomba, Indaco dagli occhi del cielo e Pure Love
- Biagio Antonacci - Convivendo e Non ci facciamo compagnia
- Eamon - Fuck It (I Don't Want You Back)
- Usher - Yeah!
- Luca Dirisio - Calma e sangue freddo
- Max Pezzali - Lo strano percorso
- Jamelia - Superstar, Thank You e See It in a Boy's Eyes
- Kelis - Trick Me
- Michael Bublé - Sway e Come Fly with Me
- Kings of Convenience - Misread
- Eros Ramazzotti - Ti vorrei rivivere
- Eiffel 65 - Voglia di dance all night
- R.E.M. - Bad Day e Leaving New York
- The Calling - Our Lives
- Britney Spears - Toxic
- The Black Eyed Peas - Let's Get It Started e Hey Mama
- Haiducii - Dragostea din tei
- Blue - A chi mi dice
- Raf - In tutti i miei giorni
- Emma Bunton - Maybe
- The 411 - On My Knees
- Articolo 31 - Senza dubbio
- The Darkness - Friday Night
- Mark Knopfler - Boom, Like That
- Simone Tomassini - Il mondo che non c'è
- Jamie Cullum - The Wind Cries Mary
- Daniele Groff - Come sempre
- Mango - Ti porto in Africa
- Vasco Rossi - Come stai e Buoni o cattivi
- Tiziano Ferro - Non me lo so spiegare e Ti voglio bene
- Anastacia - Left Outside Alone e Sick and Tired
- Maroon 5 - This Love
- Marco Masini - E ti amo
- DB Boulevard - Pronta a splendere e Basterà
- Amy Winehouse - Stronger Than Me
- Alanis Morissette - Everything
- Alexia - You Need Love
- Avril Lavigne - Don't Tell Me
- Jentina - Bad Ass Strippa
- Pooh - Capita quando capita
- The Corrs - Summer Sunshine
- Zeropositivo - Fasi
- Piero Pelù - Prendimi così
- Pino Daniele - Pigro e Dammi una seconda vita
- Paolo Meneguzzi - Baciami
- Aventura - Cuando volveras
- Nelly Furtado - Try
- Dido - Don't Leave Home
- Paola & Chiara - Blu
- Neffa - Lady
- Max Gazzè - Annina
- Kaleidoscópio - Você me apareceu
- Mousse T. feat. Emma Lanford - Is It 'cos I'm Cool?
- Luka - Tô nem aí
- Janet Jackson - All Nite (Don't Stop) e Just A Little While
- J-Five - Modern Times
- Gabin - Mr Freedom
- Muse - Time Is Running Out
- Max De Angelis - Nuda
- Mario Venuti - Nella fattispecie
- Tiromancino - Amore impossibile
- Le Vibrazioni - Sono più sereno
- Francesco Renga - Ci sarai
- Daniele Ronda - Come pensi che io
- Veronica Lock - Silenzioso imbroglio
- Kevin Lyttle - Turn Me On
- Patrice - Sunshine
- Lionel Richie - Just for You
- Caparezza - Vengo dalla Luna
- The Rasmus - In the Shadows
- Lenny Kravitz - Where Are We Runnin'?
- Joss Stone - You Had Me
- The Servant - Orchestra
- N.E.R.D - She Wants to Move
- Z Star - Lost Highway
- Giorgia - Vetro sul cuore
- Raiz - Scegli me
- Shifty - Slide Along Side
- Ronan Keating - Last Thing of My Mind
- Lene Marlin - Sorry
- Gianna Nannini - Amandoti
- Zero Assoluto - Mezz'ora
- Leyani - Vida vera

## Altri premi
- Premio album: Biagio Antonacci con Convivendo parte I
- Premio rivelazione italiana: Luca Dirisio con Calma e sangue freddo
- Premio rivelazione straniera: Eamon con Fuck It (I Don't Want You Back)

## Sigla
La videosigla di questa edizione sono le canzoni  Il grande Baboomba di Zucchero e Convivendo di Biagio Antonacci.

## Organizzazione
La trasmissione andò in onda su Mediaset a partire dal 1º giugno 2004.

## Direzione artistica
Andrea Salvetti